# PAE Platanias Chanion
PAE Platanias Chanion (řecky ΠΑΕ Πλατανιάς Χανίων) je řecký fotbalový klub z obce Platanias na  Krétě, který byl založen v roce 1931. Letopočet založení je i v klubovém emblému. Domácím hřištěm je městský stadion Perivolion s kapacitou cca 4 000 míst.
Klubové barvy jsou červená a bílá.
V sezóně 2016/17 skončil klub na 7. místě v řecké Superlize.